# Raymond Aron

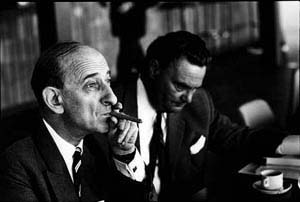

Raymond Claude Ferdinand Aron (n. 14 martie 1905, Paris, Île-de-France, Franța – d. 17 octombrie 1983, Paris, Île-de-France, Franța) a fost un filosof, sociolog și politolog evreu francez. 

## Biografie
A studiat filosofia la prestigioasa École Normale Supérieure din Paris (1924–1928), unde a fost coleg cu Jean-Paul Sartre. Și-a început cariera universitară în Germania (1930–1933), asistând în mod direct la ascensiunea nazismului. Mobilizat în 1939, a participat la Războiul ciudat (drôle de guerre), apoi – în exil, la Londra, – a fost redactor-șef al  ziarului La France libre. După război, a împletit jurnalismul cu activitatea universitară: a fost editorialist la Combat (1947), Le Figaro (1947-1976), L'Express (1976-1983); a ținut cursuri la Collège de France, Institut d'Etudes Politiques, École Nationale d'Administration, École Pratique des Hautes Études. 
În 1963 a fost ales membru al Academiei de Științe Morale și Politice (Académie des Sciences Morales et Politiques). A murit în 1983, lăsând o operă bogată în care a respins cu fermitate ideologiile totalitare și a căutat explicații pentru atracția maladivă pe care comunismul a exercitat-o asupra intelectualității franceze.
Spre deosebire de Sartre (care credea că „anticomunistul este un câine”, sau că nu poate denunța crimele din epoca lui Stalin din Uniunea Sovietică pentru că „nu trebuie să îi facem să dispere pe locuitorii cartierului Billancourt”, populat in majoritate de muncitorii de la regiile naționale Renault), care a alunecat spre extrema-stângă (Aron îl numea „mon frère ennemi“), Raymond Aron a fost un conservator prudent și un analist critic al societății liberale, poate cel mai lucid politolog al Franței și al întregii Europe din a doua jumătate a secolului al XX-lea.
Cel mai important sociolog francez al secolului XX, și unul dintre cei mai importanți filosofi ai istoriei acestui secol, poate fi descris cel mai bine prin propria sa caracterizare: un spectator angajat. El nu s-a temut să se implice în lumea din jurul său, o lume pe care o resimțea tot mai vulnerabilă; de aici, și necesitatea ca toți aceia care au curajul să își asume o gândire proprie, originală, să se implice în viața socială și politică a lumii în care viețuiesc. 
Aron nu s-a temut să meargă împotriva curentului, chiar atunci când „son petit camarade“ de la École Normale Supérieure, Jean-Paul Sartre, născut și el tot în 1905, a decis să meargă pe "direcția aplaudării statuii idolului de la Kremlin"
A avut o fiică, Dominique (căsătorită Schnapper), sociolog, membră a Consiliului Constituțional al Franței (2001-2010).

## Lucrări
Un autor prolific, el „a scris câteva mii de editoriale și câteva sute de articole academice, eseuri, și comentarii, precum și despre 40 cărți", care includ:
- La Sociologie allemande contemporaine, Paris: Alcan, 1935; German Sociology, London: Heinemann, 1957
- Introduction à la philosophie de l'histoire. Essai sur les limites de l'objectivité historique, Paris: Gallimard, 1938; Introduction to the Philosophy of History: An Essay on the Limits of Historical Objectivity, London: Weidenfeld & Nicolson, 1948
- Essai sur la théorie de l'histoire dans l'Allemagne contemporaine. La philosophie critique de l'histoire, Paris: Vrin, 1938
- L'Homme contre les tyrans, New York, Editions de la Maison française, 1944
- De l'armistice à l'insurrection nationale, Paris: Gallimard, 1945
- L'Âge des empires et l'Avenir de la France, Paris: Défense de la France, 1945
- Le Grand Schisme, Paris: Gallimard, 1948
- Les Guerres en Chaîne, Paris: Gallimard, 1951; The Century of Total War, London: Derek Verschayle, 1954
- La Coexistence pacifique. Essai d'analyse, Paris: Editions Monde nouveau, 1953 (under the pseudonym François Houtisse, with Boris Souvarine)
- L'Opium des intellectuels, Paris: Calmann-Lévy, 1955; The Opium of the Intellectuals, London: Secker & Warburg, 1957
- Polémiques, Paris: Gallimard, 1955
- La Tragédie algérienne, Paris: Plon, 1957
- Espoir et peur du siècle. Essais non partisans, Paris: Calmann-Lévy, 1957
- L'Algérie et la République, Paris: Plon, 1958
- La Société industrielle et la Guerre, suivi d'un Tableau de la diplomatie mondiale en 1958, Paris: Plon, 1959
- Immuable et changeante. De la IVe à la Ve République, Paris: Calmann-Lévy, 1959
- Introduction. Classes et conflits de classes dans la société industrielle (Ralph Dahrendorf), Paris: Mouton Éditeur, 1959
- Dimensions de la conscience historique, Paris: Plon, 1961
- Paix et guerre entre les nations, Paris: Calmann-Lévy, 1962; Peace and War, London: Weidenfeld & Nicolson, 1966
- Le Grand Débat. Initiation à la stratégie atomique, Paris: Calmann-Lévy, 1963
- Dix-huit leçons sur la société industrielle, Paris: Gallimard, 1963; Eighteen Lectures on Industrial Society, London: Weidenfeld & Nicolson, 1967
- La Lutte des classes, Paris: Gallimard, 1964
- Essai sur les libertés, Paris: Calmann-Lévy, 1965
- Démocratie et totalitarisme, 1965
- Trois essais sur l'âge industriel, Paris: Plon, 1966; The Industrial Society. Three Essays on Ideology and Development, London: Weidenfeld & Nicolson, 1967
- Les Étapes de la pensée sociologique, Paris: Gallimard, 1967; Main Currents in Sociological Thought, London: Weidenfeld & Nicolson, 1965
- De Gaulle, Israël et les Juifs, Paris: Plon, 1968
- La Révolution introuvable. Réflexions sur les événements de mai, Paris: Fayard, 1968
- Les Désillusions du progrès, Paris: Calmann-Lévy, 1969; Progress and Disillusion: The Dialectics of Modern Society, Pall Mall Press, 1968
- D'une sainte famille à l'autre. Essai sur le marxisme imaginaire, Paris: Gallimard, 1969
- De la condition historique du sociologue, Paris: Gallimard, 1971
- Études politiques, Paris: Gallimard, 1972
- République impériale. Les États-unis dans le monde (1945–1972), Paris: Calmann-Lévy, 1973; The Imperial Republic: The United States and the World 19451973, Little Brown & Company 1974
- Histoire et dialectique de la violence, Paris: Gallimard, 1973; History and the Dialectic of Violence: Analysis of Sartre's Critique de la raison dialectique, Oxford: Blackwell, 1979
- Penser la guerre, Clausewitz, Paris: Gallimard, 1976; Clausewitz: Philosopher of War, London: Routledge, 1983
- Plaidoyer pour l'Europe décadente, Paris: Laffont, 1977; In Defense of Decadent Europe, South Bend IN: Regnery, 1977
- with Andre Glucksman and Benny Levy. "Sartre's Errors: A Discussion". TELOS 44 (Summer 1980). New York: Telos Press
- Le Spectateur engagé, Paris: Julliard, 1981 (interviews)
- Mémoires, Paris: Julliard, 1983
- Les dernières années du siècle, Paris: Julliard, 1984
- Ueber Deutschland und den Nationalsozialismus. Fruehe politische Schriften 1930–1939,  Joachim Stark, ed. and pref., Opladen: Leske & Budrich, 1993
- Le Marxisme de Marx, Paris: Éditions de Fallois, 2002
- De Giscard à Mitterrand: 1977–1983 (editorials from L'Express), with preface by Jean-Claude Casanova, Paris: Éditions de Fallois, 2005
- Raymond Aron, spectateur engagé. Entretiens avec Raymond Aron. (Duration: 160 mins.), DVD, Éditions Montparnasse, 2005